# Protaetia oblonga
Protaetia oblonga (Gory & Percheron, 1833) è un coleottero appartenente alla famiglia degli Scarabeidi (sottofamiglia Cetoniinae).

## Descrizione

### Adulto
P. oblonga si presenta come un coleottero di dimensioni medio-piccole, che oscillano tra i 12 e i 16 mm. Presenta un tronco tozzo, dal colore grigio opaco e sul torace, una folta peluria giallastra mentre l'addome risulta glabro e traslucido.

### Larva
Le larve hanno l'aspetto di vermi bianchi dalla forma a "C". Presentano la testa e le zampe atrofizzate e lungo i fianchi dei forellini chitinosi che hanno la funzione di far respirare l'insetto nel terreno.

## Biologia

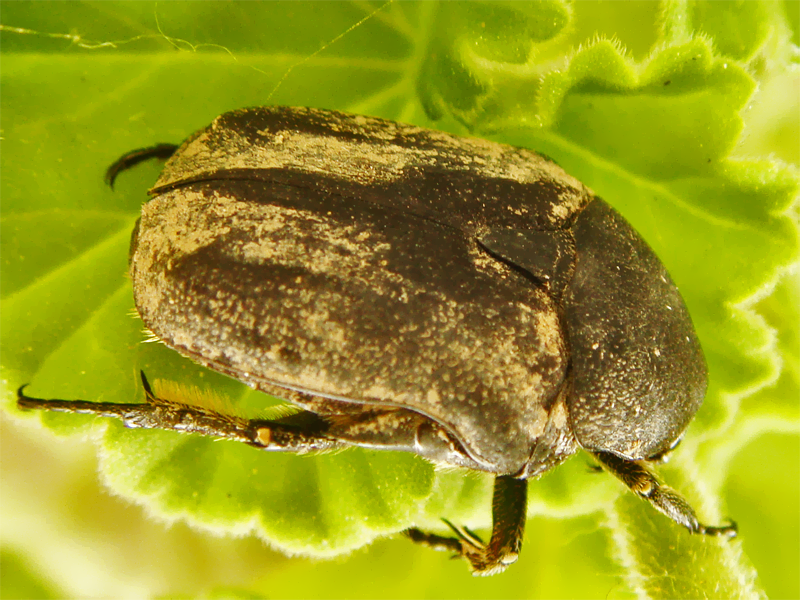

Gli adulti sono visibili a partire dalla fine della primavera o l'inizio dell'estate e sono di abitudini diurne. Possono essere osservati sui fiori (in particolare i Cardi) e sulla frutta matura. Si tratta di una specie che sopravvive in ambienti dalle temperature relativamente elevate e dalle limitate risorse idriche (specie xerotermofila).

## Distribuzione e habitat
Questa specie è visibile sulla costa sud-occidentale dell'Europa, partendo dalla Penisola Iberica fino alla Liguria.

## Conservazione
P. oblonga è inserita nella Lista rossa IUCN, indicata come prossima alla minaccia del rischio di estinzione.